# 대화 (타키투스의 책)

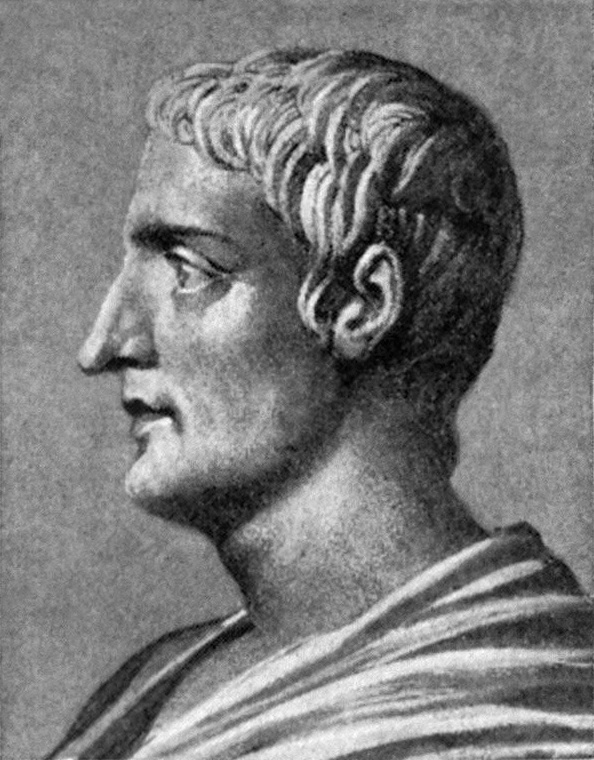

대화(Dialogus de Oratoribus)는 타키투스의 작품이다.
청년시대의 작품으로 간주된다. 전편을 통해 키케로풍의 유려하고 균형잡힌 문체, 청결한 분위기, 젊음이 넘치는 정신의 도취를 엿볼 수 있다. 작가는 여기에서 웅변의 쇠퇴 원인을 논하고 문학평가의 상대성을 주장하고 있다.